# أليخاندرو باديلا
أليخاندرو باديلا (بالإنجليزية: Alejandro Padilla)‏ هو لاعب كرة قدم أمريكي في مركز الدفاع، ولد في 28 يناير 2001 في كولورادو سبرينغز في الولايات المتحدة. لعب مع نادي كولورادو سبرينغس.